# Wnętrze

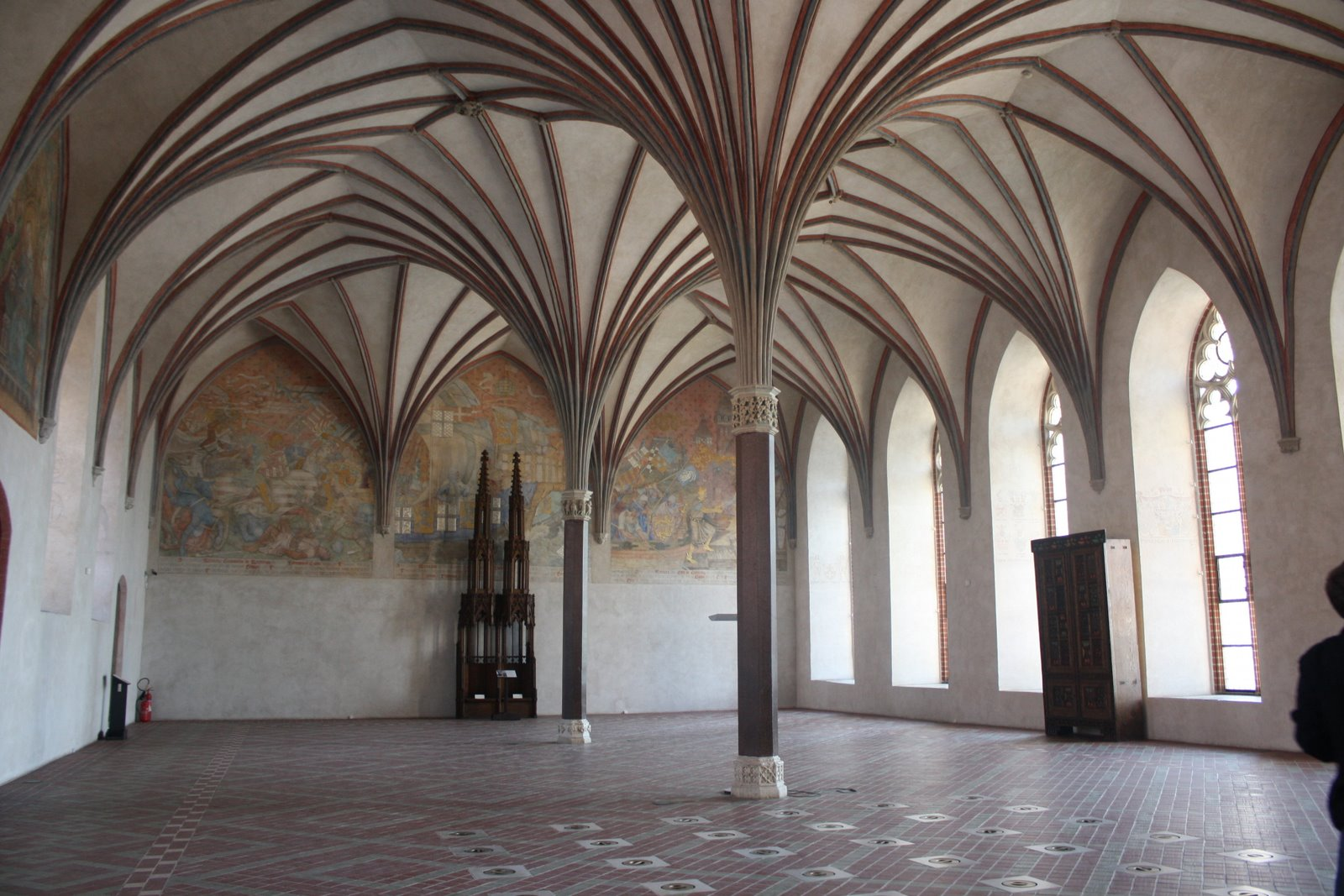
Wnętrze

Wnętrze – obudowana przestrzeń zamknięta znajdująca się wewnątrz budowli, służąca określonym potrzebom materialnym i kulturowym człowieka. 
Na pojęcie wnętrza architektonicznego, oprócz samego pomieszczenia, składa się również wystrój jego ścian, sklepienia, sufitu oraz wyposażenie w sprzęty ruchome.